# Kathleen McKane Godfree

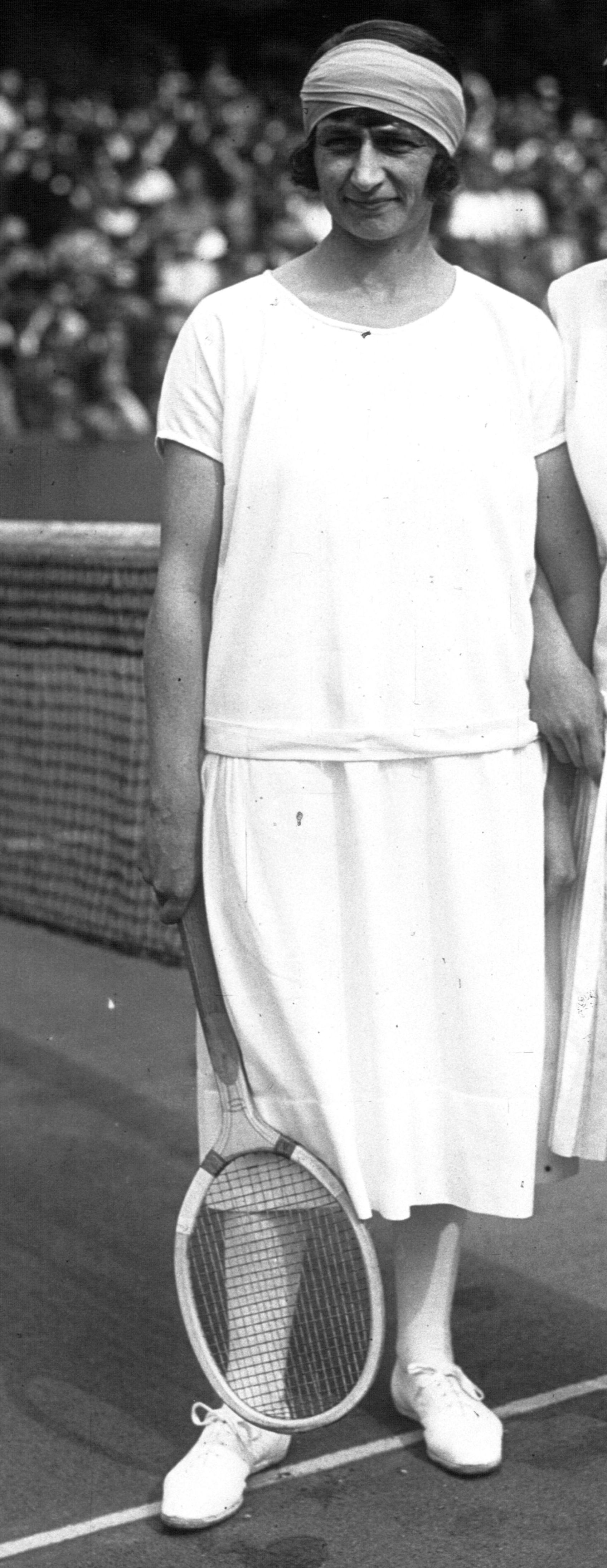
Kathleen McKane vid franska mästerskapen 1925 i Saint-Cloud.

Kathleen McKane Godfree, med smeknamnet "Kitty", född 7 maj 1896, London, England, död 19 juni 1992 var en brittisk tennis- och badmintonspelare. Hon var en av världens tio bästa amatörspelare i tennis 1925-27 och rankades 1926 som nummer två. Kathleen McKane Godfree upptogs 1978 i International Tennis Hall of Fame.

## Tenniskarriären
Sin första final i en Grand Slam-turnering spelade hon 1922 i dubbel i Wimbledonmästerskapen tillsammans med sin syster Margaret McKane Stock . I finalen mötte de Suzanne Lenglen och Elizabeth Ryan, och förlorade med klara 0-6, 4-6. 
Säsongen 1923 spelade hon för första gången singelfinal i Wimbledon. Hon mötte där Suzanne Lenglen, mot vilken hon var chanslös. Förlustsiffrorna blev 2-6, 2-6. Året därpå, 1924, nådde hon åter singelfinalen. Denna gång var motståndaren Helen Wills Moody, som hon besegrade med 4-6, 6-4, 6-4. McKane Godfree tog därmed sin första singeltitel i mästerskapen, och tillfogade också Wills hennes enda nederlag någonsin i damsingel i Wimbledonturneringen. I 1925 års turnering nådde hon semifinalen, som hon förlorade mot Suzanne Lenglen med 0-6, 0-6. 
Wimbledonturneringen 1926 blev märklig så tillvida att storfavoriten Lenglen, efter att ha missförstått tiden för en av sina singelmatcher kommit för sent till spel, ofrivilligt låtit den engelska drottningen bland övrig publik vänta i över en timme. Lenglen lämnade då, förkrossad och utan att spela singelturneringen, senare hela turneringen, och återkom aldrig mer i dessa sammanhang. I Lenglens frånvaro nådde McKane åter finalen. Hon mötte där den skickliga men något ojämnt spelande spanjorskan Lili de Alvarez, som för övrigt tre gånger i rad spelade final i turneringen. McKane vann med 6-2, 4-6, 6-3.
Kathleen McKane Godfree deltog i det brittiska Wightman Cup-laget 1923-27, 1930 och 1934. Säsongen 1923, det var då cupen spelades för första gången, förlorade hon alla sina matcher, bland annat mot amerikanskorna Helen Wills och Molla Mallory. De följande två åren fick hon revansch mot dessa två spelare. 
Hon vann guld i damdubbel i OS 1920.

## Tennisspelaren och personen
Kathleen McKane gifte sig 1925 med tennisspelaren Leslie Godfree. De är det hittills enda gifta par som vunnit mixed dubbel-titeln i Wimbledonmästerskapen, vilket skedde 1926. Två år tidigare, 1924, hade de blivande makarna också spelat Wimbledonfinal i mixed dubbel, då dock som motståndare på var sin sida om nätet. Kathleen McKane vann tillsammans med J. Gilbert över sin blivande make och hans spelpartner S. Barron. Kathleen McKane är unik också så tillvida att hon tillsammans med sin syster, Margaret McKane Stock, som det dittills enda syskonparet, 1922 nådde dubbelfinalen i Wimbledon. 
Som tennisspelare var Kathleen McKane Godfree tämligen komplett med överlag god teknik, trots att hon inte regelbundet haft tillgång till tränare. Hon var mycket lättrörlig och snabb på banan. Hennes volleyvar av mycket god klass. Hon var känd för sin enastående förmåga att resa sig ur svåra underlägen och segra.

## Badmintonkarriären
Kathleen McKane Godfree var mycket skicklig som badmintonspelare och vann All England Open Badminton Championships i singel åren 1920, 1921, 1922 och 1924. Hon vann dubbeltiteln 1921 och 1924 och mixed dubbeltiteln 1924 och 1925.

## Grand Slam-titlar i tennis
- Wimbledonmästerskapen
  - Singel 1924, 1926
  - Mixed dubbel - 1924, 1926
- US Open
  - Dubbel - 1923, 1927
  - Mixed dubbel - 1925